# Petar Goić
Petar Goić (Pražnice na otoku Braču, 23. ožujka 1896. - Zagreb, 19. siječnja 1995.), hrvatski i čileanski atletičar.
Natjecao se kao reprezentativac Kraljevine Jugoslavije na Olimpijskim igrama 1936. u bacanju kladiva gdje je nastupio u prednatjecanju. U istoj discliplini je 1931. osvojio zlatnu medalju kao čileanski reprezentativac.
Bio je član Hrvatskog sokola iz Punta Arenasa, Partizana iz Bjelovara i Dinama iz Zagreba.
Bio je trener Ivana Gubijana.